# Печатка Міссісіпі

Велика печатка штату Міссісіпі

Велика печатка штату Міссісіпі (англ. The Great Seal of the State of Mississippi) — один з державних символів штату Міссісіпі, США.
Велику печатку Території Міссісіпі офіційно затверджено 1798 року, а 1817 перезатверджено як Велику печатку штату Міссісіпі.

## Дизайн
У центрі Великої печатки штату Міссісіпі зображено геральдичного орла з розпростертими крилами й високо піднятою головою. Груди птаха прикрашено смугами й зірками в стилі тонів американського прапора, в пазурах орел стискає оливкову гілку — символ прагнення до миру та сагайдак зі стрілами — символ готовності до війни. По зовнішньому колу печатки штату розташовані слова «The Great Seal of the State of Mississippi» («Велика печатка штату Міссісіпі») та девіз США «In God We Trust» («Віримо в Бога»).

## Джерело
- Символи штату Міссісіпі [Архівовано 16 липня 2011 у Wayback Machine.]